# Gunnar Ekelöf

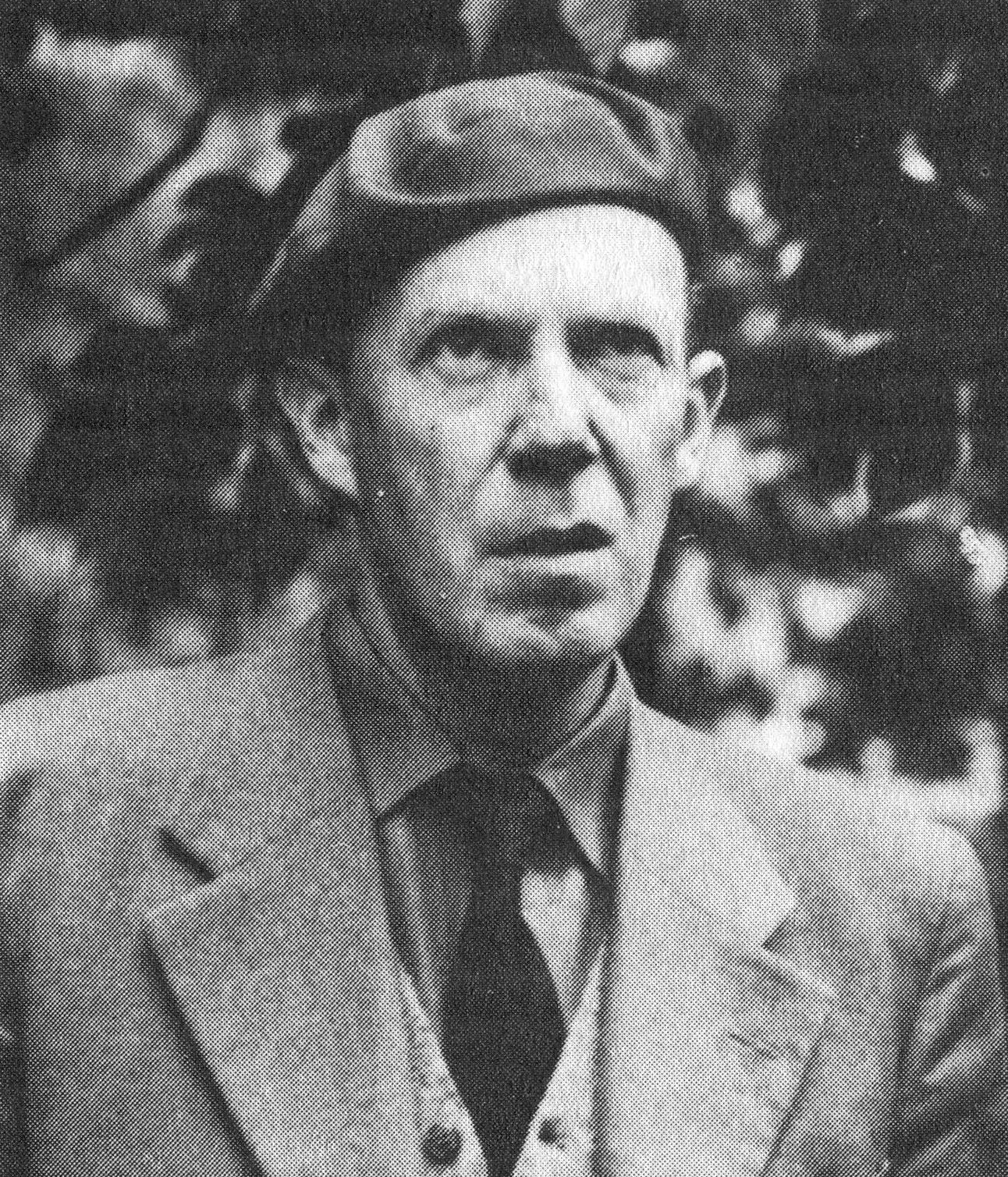
Gunnar Ekelöf

Bengt Gunnar Ekelöf (Aussprache [ˌgɵnːaɹ ˈeːkəløːv], * 15. September 1907 in Stockholm; † 16. März 1968 in Sigtuna) war ein schwedischer Schriftsteller.

## Leben und Werk
Ekelöf wird zu den bedeutenden schwedischen Lyrikern des 20. Jahrhunderts gezählt. Zuweilen wird er als der radikalste unter den Dichtern der schwedischsprachigen Moderne bezeichnet. In seinem Werk finden sich Elemente von Symbolismus und Surrealismus. Beeinflusst haben ihn anfangs insbesondere der französische Surrealismus und die Musik Igor Strawinskis. Später entwickelte er klarere, intellektuellere Ausdrucksformen unter dem Eindruck von Lao-Tse. Die Spätwerke der 1960er Jahre (die Diwandichtung) spielen sich im Byzantion des Mittelalters ab.
Ekelöf wirkte auch als Kunst- und Literaturkritiker. Er war ab 1958 Mitglied der Schwedischen Akademie.

## Schriften
- sent på jorden, 1932
- Dedikation, 1934
- Sorgen och stjärnan, 1936
- Köp den blindes sång, 1938
- Färjesång, 1941 (dt. „Fährgesang“, 2003, ISBN 3-930754-30-4)
- Promenader, 1941
- Non Serviam, 1945
- Utflykter, 1947
- Om hösten, 1951
- Strountes, 1955 (dt. „Unfoug“, 2001, ISBN 3-930754-26-6)
- Blandade kort, 1957
- Opus incertum, 1959
- En Mölna-elegi, 1960
- En natt i Otočac, 1961
- Diwan över Fursten av Emgion, 1965 (dt. „Diwan über den Fürsten von Emgion“, 1991, ISBN 3-926608-67-6)
- Sagan om Fatumeh, 1966 (dt. „Das Buch Fatumeh“, 1992, ISBN 3-926608-68-4)
- Vägvisare till underjorden, 1967 (dt. „Führer in die Unterwelt“, 1995, ISBN 3-926608-80-3)
- Lägga patience, 1969 (posthum)
- Partitur, 1969 (posthum)
- En självbiografi, 1971 (posthum)
- En röst, 1973 (posthum)
- Grotesker, 1981 (posthum)
- Variationer, 1986 (posthum)
- Drömmen om Indien, 1989 (posthum)
- Der ketzerische Orpheus. Essays Skizzen Briefe, 1999, ISBN 3-930754-17-7
- En trasig liten ask av trä / Ein zerbrochenes Kästchen aus Holz, 2004, ISBN 3-930754-33-9

Alle Bände sind von Klaus-Jürgen Liedtke übersetzt und jeweils mit einem Nachwort von Anders Olsson versehen.